# Goniothalamus giganteus
Goniothalamus giganteus är en kirimojaväxtart som beskrevs av Nathaniel Wallich, Joseph Dalton Hooker och Thomas Thomson. Goniothalamus giganteus ingår i släktet Goniothalamus och familjen kirimojaväxter. Inga underarter finns listade i Catalogue of Life.